# 渡部圭祐
渡部 圭祐（わたべ けいすけ）は、日本の男性アニメーターである。スタジオへらくれす所属。
金田伊功の影響を受けた作画を披露し、今石洋之から「最後の金田系」と言われている。

## 主な参加作品

### テレビアニメ
- まじかる☆タルるートくん（動画）
- からくり剣豪伝ムサシロード（作画監督補佐、レイアウト）
- 緊急発進セイバーキッズ（原画、作画監督補佐、メカニック監督）
- ゲンジ通信あげだま（原画）
- 超電動ロボ 鉄人28号FX（作画監督、原画）
- 美少女戦士セーラームーンR（原画）
- 疾風!アイアンリーガー（作画監督補佐、OP原画、原画）
- 鬼神童子ZENKI（OP原画、原画）
- とっても!ラッキーマン（原画）
- 魔法騎士レイアース（原画）
- レッドバロン（原画）
- ふしぎ遊戯（原画）
- 新世紀エヴァンゲリオン（原画）
- 爆れつハンター（原画）
- 逮捕しちゃうぞ（原画）
- 怪盗セイント・テール（ED原画、原画）
- 花より男子 （OP原画）
- セイバーマリオネットJ（原画）
- 少女革命ウテナ（原画）
- はりもぐハーリー（原画）
- どっきりドクター （原画）
- 勇者王ガオガイガー （原画）
- MAZE☆爆熱時空（原画）
- VIRUS ‐VIRUS BUSTER SERGE‐（原画）
- トライガン（原画）
- 超魔神英雄伝ワタル（原画）
- 烈火の炎（原画）
- SHADOW SKILL（原画）
- 星界の紋章（キャラクターデザイン、作画監督、原画）
- D4プリンセス（作画監督、原画）
- BOYS BE…（作画監督、原画）
- エクセルサーガ（OP原画、原画）
- 地球防衛企業ダイ・ガード（OP原画、原画）
- Blue Gender（原画）
- 星界の断章 -誕生-（キャラクターデザイン）
- 星界の戦旗（キャラクターデザイン、作画監督）
  - 星界の戦旗II（キャラクターデザイン、総作画監督）
  - 星界の戦旗III（キャラクターデザイン、作画監督、原画）
- おとぎストーリー 天使のしっぽ（原画）
- はじめの一歩 （原画）
- シャーマンキング （原画）
- おねがい☆ティーチャー （OP原画）
- キン肉マンII世 （OP原画）
- 東京ミュウミュウ （原画）
- ポポロクロイス（原画）
- ラーゼフォン （OP原画、原画）
- ソニックX（メカニック作画監督、原画）
- 陸奥圓明流外伝 修羅の刻（原画）
- アベノ橋魔法☆商店街（原画）
- 金色のガッシュベル!!（OP原画、原画）
- 超重神グラヴィオンZwei（原画）
- 忘却の旋律（OP原画、原画）
- ニニンがシノブ伝（原画）
- ゾイドフューザーズ（キャラクターデザイン、原画、作画監督、OP原画）
- バジリスク 〜甲賀忍法帖〜（原画）
- まじめにふまじめ かいけつゾロリ（原画）
- あかほり外道アワーらぶげ（原画）
- ガイキング LEGEND OF DAIKU-MARYU （作画監督、原画、OP原画、アイキャッチ原画）
- アニマル横町（OP原画）
- Fate/stay night（原画）
- 史上最強の弟子ケンイチ（OP原画）
- 祝!（ハピ☆ラキ）ビックリマン（原画）
- アフロサムライ（原画）
- 天元突破グレンラガン（原画）
- ゼロの使い魔〜双月の騎士〜（原画）
- BAMBOO BLADE （原画）
- 機動戦士ガンダム00ファーストシーズン（原画）
- ハヤテのごとく!（原画）
- ヤッターマン (2008年のテレビアニメ)（作画監督、原画）
- 乃木坂春香の秘密（原画）
- とある魔術の禁書目録（OP原画）
- 機動戦士ガンダム00セカンドシーズン（原画）
- 戦国BASARA（OP原画）
- とある科学の超電磁砲（OP原画）
- 俺の妹がこんなに可愛いわけがない（アイキャッチパッケージデザイン、劇中アニメ「ジャスティーン」キャラクターデザイン・作画監督）
- X-MEN（原画、OP原画）
- R-15（OP原画）
- 灼眼のシャナIII-FINAL-（OP原画）
- Persona4 the ANIMATION（原画）
- スマイルプリキュア!(原画)
- デート・ア・ライブ（OP原画）
- 機動戦士ガンダム 鉄血のオルフェンズ（原画）
- パズドラクロス（キーアニメーター、原画）

### OVA
- 新キューティーハニー（原画）
- マーズ（メカニック作画監督）
- 疾風!アイアンリーガー 銀光の旗の下に（原画、第一原画）
- アイドルプロジェクト（原画、作画監督、OP原画）
- 覚悟のススメ（キャラクターデザイン、作画監督、総作画監督）
- 3×3EYES 〜聖魔伝説〜（原画）
- 闘神伝（原画）
- 超獣伝説ゲシュタルト（原画）
- JaJa馬!カルテット（作画監督、原画）
- 魔法使いTai!（原画）
- フォトン（原画）
- メルティランサー（原画）
- 機動戦士ガンダム 第08MS小隊 （原画）
- フリクリ（原画）
- ぷにぷに☆ぽえみぃ（原画）
- エスカレーション（原画）
- 高校鉄拳伝タフ（原画）
- 勇者王ガオガイガーFINAL（原画）
- Re:キューティーハニー（原画）

### 劇場アニメ
- ラーゼフォン 多元変奏曲 （原画）
- DEAD LEAVES（原画）
- 金色のガッシュベル!! 101番目の魔物（原画）
- ONE PIECE THE MOVIE オマツリ男爵と秘密の島（原画）
- まじめにふまじめ かいけつゾロリ なぞのお宝大さくせん（原画）
- 空の境界（原画）
- 劇場版 機動戦士ガンダム00 -A wakening of the Trailblazer-（原画）
- 青の祓魔師 ―劇場版―（原画）
- ルパン三世VS名探偵コナン THE MOVIE（原画）
- PERSONA3 THE MOVIEシリーズ （キャラクターデザイン・アニメーションディレクター）

### ゲーム
- フォトジェニック（原画）
- スーチーパイアドベンチャー（原画）
- 機動戦艦ナデシコ The blank of 3years（アニメパート原画）
- ハコてん雀（原画）
- 対戦アイドル麻雀ファイナルロマンスR（原画）
- 対戦麻雀ファイナルロマンス4（アニメパート作画監督）
- プレゼントプレイ（原画）※アダルトゲーム
- サモンナイト3（OP原画）
- バーニングライバル（アスカのモーション原画）
- PROJECT X ZONE（OP原画）

### その他
- アップフェルラント物語（原画）
- みにまむなのにっく（OPプレゼンター）
- あかほり外道アワーらぶげ（原画）